# سپاه یکم زرهی (ایالات متحده)
سپاه یکم زره پوش (ایالات متحده) (انگلیسی: I Armored Corps)، یک نیروی وابسته به ارتش ایالات متحده بود که در جنگ جهانی دوم فعالیت داشت.
این سپاه در ابتدا به فرماندهی ژنرال جرج پتن در عملیات‌های شمال آفریقا مانند، عملیات مشعل، نبرد تونس، نبرد گذرگاه القصرین، فعالیت کرد که در تمام جبهه‌ها موفق بود.
سپاه یکم، پس از شکست دادن مارشال اروین رومل، به سمت سیسیل حرکت کرد و پس از موفقیت در آن جبهه در ۱۹۴۳، منحل شد.